# 劉珂 (嘉靖進士)
劉珂（1482年—？年），字伯瑲，直隶大名府開州人，明朝政治人物。

## 生平
治《詩經》，正德八年（1513年）由國子生中式癸酉科順天府鄉試第三名舉人，嘉靖二年（1523年）癸未科會試第一百五十五名，第二甲第一百十六名進士。授刑部主事，历升员外、署郎中，嘉靖十三年（1534年）七月出为陕西按察司佥事，升山西布政司参议，二十年十月討平隆庆州妖贼张雄等，升陕西按察司副使。二十五年十二月宣府粮储郎中丘玳奏原任参议刘珂、郎中刘栋出纳不明，请下巡按御史验问，巡按御史黄如桂亦追论栋等罪状，既而如桂勘报刘栋所杞系那移出纳，珂填盐改银由巡抚官批允，俱无侵欺受贿状，各纳赎还职。嘉靖帝认为是狥情回护，刘栋、刘珂、褚宝、苏志皋姑降三级调边关用。

## 家族
曾祖劉聚。祖父劉整。父劉浩。母傅氏。慈侍下。行一，弟玞、璐、瑂。